# Themes and Songs from The Quiet Man
Themes and Songs from The Quiet Man – kompilacyjny album muzyczny Binga Crosby’ego i Victora Younga wydany w 1952 roku przez Decca Records.

## Lista utworów
1. „Danaher’s House” (Victor Young)
2. „My Mother” (Victor Young)
3. „Isle of Innisfree” (Bing Crosby)
4. „The Big Fight” (Victor Young)
5. „Mary Kate’s Lament” (Victor Young)
6. „Galway Bay” (Bing Crosby)
7. „I’ll Take You Home Again, Kathleen” (Victor Young)
8. „St. Patrick’s Day” (Victor Young)